# Bertil Anderberg
Otto Bertil Anderberg, född 13 februari 1913 i Malmö, död 11 september 1991 i Göteborg, var en svensk skådespelare.

## Biografi
Anderberg arbetade 1929–1934 på ett arkitektkontor, innan han beslutade sig för att bli skådespelare. Han tog privatlektioner hos Karin Alexandersson och misslyckades därefter att komma in på Dramatens elevskola. Han fick en del statist- och småroller vid Dramaten, Komediteatern och Skansenteatern i Stockholm.
År 1938 rekommenderade Karin Alexandersson honom till en roll i William Shakespeares Coriolanus vid Göteborgs stadsteater, vilket ledde till att han fick fast anställning där.
Vid invigningen av fästningsspelen i Varberg 1947 framträdde Bertil Anderberg som titelrollen i Hamlet med en uppmärksammad rolltolkning.
Bertil Anderberg är begravd på Pålsjö kyrkogård.

## Filmografi (komplett)

### Filmer
- 1936 – Samvetsömma Adolf – läkarbiträde (ej krediterad)
- 1938 – Fram för framgång – vaktmästare vid Riksradion (ej krediterad)
- 1938 – Med folket för fosterlandet – vakt
- 1939 – En enda natt – man vid styrkemätningen (ej krediterad)
- 1944 – Skåningar – Holger Sunesson
- 1946 – Det regnar på vår kärlek – poliskonstapel (ej krediterad)
- 1947 – Den långa vägen
- 1957 – Det sjunde inseglet – Raval
- 1962 – Chans – Natan
- 1962 – Sankt Antonius underverk – doktorn
- 1968 – Vargtimmen – Ernst von Merkens
- 1968 – Den gyllene porten
- 1970 – Grisjakten – Thorne-Löwe
- 1974 – Karl XII – Görtz
- 1976 – Predikare-Lena – Johan Feiltzen

### TV-serier
- 1971 – Den byxlöse äventyraren – Silver-Jan
- 1974 – Jourhavande – antikvarie Bäckström
- 1978 – Hedebyborna – auktionist
- 1981 – Kallocain – domare
- 1981 – Stjärnhuset – Herakles, två avsnitt
- 1983 – Vid din sida – Larsson

## Teater

### Roller (ej komplett)
| År   | Roll                                                 | Produktion                                        | Regi                            | Teater                                   |
| ---- | ---------------------------------------------------- | ------------------------------------------------- | ------------------------------- | ---------------------------------------- |
| 1937 | Bernard                                              | Timmen H Pierre Chaine                            | Ernst Eklund                    | Komediteatern                            |
| 1938 |                                                      | Coriolanus William Shakespeare                    | Knut Ström och Torsten Hammarén | Göteborgs stadsteater                    |
| 1944 | Mäster Olof                                          | Mäster Olof August Strindberg                     | Knut Ström                      | Göteborgs stadsteater, 21 november 1944  |
| 1945 | Bigger Thomas                                        | Son av sitt land Paul Green och Richard Wright    | Torsten Hammarén                | Göteborgs stadsteater, 10 mars 1945      |
| 1946 | Mereia                                               | Caligula Albert Camus                             | Ingmar Bergman                  | Göteborgs stadsteater                    |
| 1946 | Blossom                                              | Hjärtan och njurar John Patrick                   | Lars-Levi Læstadius             | Göteborgs stadsteater, 29 september 1945 |
| 1947 | Finger-Pella                                         | Dagen slutar tidigt Ingmar Bergman                | Ingmar Bergman                  | Göteborgs stadsteater                    |
| 1947 | Dekanus för juridiska fakulteten                     | Ett drömspel August Strindberg                    | Olof Molander                   | Göteborgs stadsteater, 13 september 1947 |
| 1948 | Gabriel                                              | Skuggan av Mart Stig Dagerman                     | Helge Wahlgren                  | Göteborgs stadsteater                    |
| 1948 | Grumio                                               | Så tuktas en argbigga William Shakespeare         | Josef Halfen                    | Fästningsspelen i Varberg                |
| 1949 |                                                      | Det gamla spelet om Envar                         | Josef Halfen                    | Fästningsspelen i Varberg                |
| 1949 |                                                      | Född i går Garson Kanin                           | Ernst Eklund                    | Lisebergsteatern                         |
| 1951 | Joe Mott, f.d. innehavare av ett spelhus för färgade | Si, iskarlen kommer! Eugene O'Neill               | Stig Torsslow                   | Göteborgs stadsteater, 9 februari 1951   |
| 1951 | Advokat                                              | Den kaukasiska kritcirkeln Bertolt Brecht         | Bengt Ekerot                    | Göteborgs stadsteater, november 1951     |
| 1952 | Oberon, älvornas konung                              | En midsommarnattsdröm William Shakespeare         | Knut Ström                      | Göteborgs stadsteater, 8 februari 1952   |
| 1952 | don Eduardo, handsekreterare                         | Den döda drottningen Henry de Montherlant         | Bengt Ekerot                    | Göteborgs stadsteater, 21 mars 1952      |
| 1952 |                                                      | Dans under stjärnorna Jean Anouilh                | Helge Wahlgren                  | Göteborgs stadsteater, hösten 1952       |
| 1953 | Förste skådespelaren                                 | Hamlet William Shakespeare                        | Bengt Ekerot                    | Göteborgs stadsteater, 9 september 1953  |
| 1953 | Harlekin                                             | Så går fem år Federico García Lorca               | Bengt Lagerkvist                | Göteborgs stadsteater, 16 oktober 1953   |
| 1954 | Armfelt                                              | Gustav III August Strindberg                      | Bengt Lagerkvist                | Göteborgs stadsteater, 13 januari 1954   |
| 1955 | Polismästare Brown                                   | Tolvskillingsoperan Bertolt Brecht och Kurt Weill | Knut Ström                      | Göteborgs stadsteater                    |
| 1959 |                                                      | Naken kvinna med violin Noël Coward               | Olof Bergström                  | Göteborgs stadsteater                    |
| 1959 |                                                      | Gisslan Brendan Behan                             | Staffan Aspelin                 | Göteborgs stadsteater                    |
| 1959 |                                                      | Besök av gammal dam Friedrich Dürrenmatt          | Johan Falck                     | Göteborgs stadsteater                    |
| 1963 |                                                      | Apollon från Bellac Jean Giraudoux                | Herman Ahlsell                  | Göteborgs stadsteater                    |
| 1970 | Gamle Mahon                                          | Hjälten på den gröna ön John Millington Synge     | Mats Johansson                  | Göteborgs stadsteater                    |
| 1980 | Olimp Velarianovitj Smetanitj                        | Fullmakten Nikolaj Erdman                         | Ernst Günther                   | Göteborgs stadsteater                    |

## Utmärkelser
- 1973 – Teaterförbundets De Wahl-stipendium

### Fotnoter
1. 1 2 3 4  ”Bertil Anderberg”. Svensk Filmdatabas. http://www.sfi.se/sv/svensk-filmdatabas/Item/?type=PERSON&itemid=60397&ref=%2ftemplates%2fSwedishFilmSearchResult.aspx%3fid%3d1225%26epslanguage%3dsv%26searchword%3dBertil+Anderberg%26type%3dPerson%26match%3dBegin%26page%3d1%26prom%3dFalse. Läst 22 september 2012.
2. ↑  SvenskaGravar
3. ↑  ”Timmen H”. Musikverket. http://calmview.musikverk.se/CalmView/Record.aspx?src=CalmView.Performance&id=PERF24831&pos=29. Läst 13 maj 2016.
4. ↑  Erik Rudberg (red.), Svenska Dagbladets Årsbok. Tjugoandra årgången (händelserna 1944) (Stockholm 1945), s. 194. Läst 24 september 2023.
5. ↑  ”Son av sitt land, 1945 :: föreställning”, Göteborgs stadsmuseum. Läst 24 september 2023.
6. ↑  ”Caligula”. Stiftelsen Ingmar Bergman. http://ingmarbergman.se/verk/caligula. Läst 17 oktober 2015.
7. ↑  Erik Rudberg (red.), Svenska Dagbladets Årsbok. Tjugotredje årgången (händelserna 1945)  (Stockholm 1946), s. 170. Läst 24 september 2023.
8. ↑  ”Dagen slutar tidigt”. Stiftelsen Ingmar Bergman. http://ingmarbergman.se/verk/dagen-slutar-tidigt. Läst 16 oktober 2015.
9. ↑  Erik Rudberg (red.), Svenska Dagbladets Årsbok. Tjugosjätte årgången (händelserna 1948) (Stockholm 1949), s. 156. Läst 24 september 2023.
10. ↑  ”Teater Musik Film: Fästningsspel i Varberg”. Dagens Nyheter:  s. 7. 11 juli 1948. https://arkivet.dn.se/tidning/1948-07-11/184/7. Läst 29 januari 2022.
11. ↑  ”Teater Musik Film: 'Envar' på Varbergs fästning”. Dagens Nyheter:  s. 7. 10 juli 1949. https://arkivet.dn.se/tidning/1949-07-10/182/7. Läst 29 januari 2022.
12. ↑  ”Tidningsnotis”. Dagens Nyheter:  s. 16. 2 maj 1955. http://arkivet.dn.se/arkivet/tidning/1955-05-02/117/16. Läst 20 januari 2016.
13. ↑  ”Scenförändringar: Vårpjäser i Lilla London”. Dagens Nyheter:  s. 17. 23 april 1959. https://arkivet.dn.se/tidning/1959-04-23/109/17. Läst 26 september 2020.
14. ↑  Ebbe Linde (28 augusti 1959). ”Brendan Behans 'Gisslan'”. Dagens Nyheter:  s. 14. https://arkivet.dn.se/tidning/1959-08-28/232/14. Läst 26 september 2020.
15. ↑  ”Scenförändringar: Dürrenmatt och Delaney”. Dagens Nyheter:  s. 16. 30 september 1959. https://arkivet.dn.se/tidning/1959-09-30/265/16. Läst 26 september 2020.
16. ↑  Ebbe Linde (1 december 1963). ”Mästare och mästerlärjunge”. Dagens Nyheter:  s. 30. https://arkivet.dn.se/tidning/1963-12-01/327/30. Läst 26 september 2020.
17. ↑  Leif Zern (12 september 1970). ”'Hjälten på gröna ön' i Göteborg: God underhållning”. Dagens Nyheter:  s. 16. http://arkivet.dn.se/tidning/1970-09-12/247/16. Läst 30 oktober 2016.
18. ↑  ”Fullmakten, 1980”. Göteborgs stadsmuseum. Arkiverad från originalet den 12 april 2016. https://web.archive.org/web/20160412112117/http://62.88.129.39/carlotta/web/object/823775. Läst 31 mars 2016.